# Berik Abdrakhmanov
Berik Abdrakhmanov (russe : Берик Абдрахманов, kazakh : Берік Әбдірахманов; 20 juin 1986) est un boxeur kazakh né à Aktau. Il combat dans la catégorie des poids légers, c'est-à-dire en moins de 60 kg.

## Biographie
Il compte à son palmarès un titre de champion d'Asie amateur 2013, une médaille de bronze lors des championnats du monde de boxe amateur 2013 ainsi qu'une participation aux Jeux olympiques 2016 à Rio de Janeiro où il s'incline en seizième de finale face à l 'Américain Carlos Balderas,.